# The Rainbow Trail (1918)
The Rainbow Trail is een Amerikaanse western uit 1918 onder regie van Frank Lloyd. Het scenario is gebaseerd op de gelijknamige roman uit 1915 van de Amerikaanse auteur Zane Grey. Destijds werd de film in Nederland uitgebracht onder de titel Lassiter II, de verlossing uit de vallei.

## Verhaal
Lassiter, Jane Withersteen en het weesmeisje Fay Larkin bevinden zich in een afgelegen vallei. John Shefford gaat naar hen op zoek. Voordat hij hen kan vinden, slaagt de mormoon Waggoner erin om de vallei te bereiken. Hij neemt Fay mee naar een mormoonse nederzetting, waar hij meerdere vrouwen gevangen houdt. Wanneer Shefford haar vindt, worden ze verliefd op elkaar. Ze gaan samen naar de vallei om Lassiter en Jane te redden.

## Rolverdeling
| Acteur          | Personage           |
| --------------- | ------------------- |
| William Farnum  | Lassiter / Shefford |
| Ann Forrest     | Fay Larkin          |
| Mary Mersch     | Jane Withersteen    |
| William Burress | Waggoner            |
| William Nigh    | Shad                |
| Genevieve Blinn | Ruth                |
| George Ross     | Sheriff             |
| Buck Jones      | Cowboy              |